# Trachusa ludingensis
Trachusa ludingensis är en biart som först beskrevs av Wu 1992.  Trachusa ludingensis ingår i släktet hartsbin, och familjen buksamlarbin. Inga underarter finns listade i Catalogue of Life.